# 윤종빈
윤종빈(1979년 12월 20일~)은 대한민국의 영화 감독이다. 본관은 칠원이다. 1999년에 연극배우로 데뷔하였고, 2000년에는 연극연출가로 데뷔하였다.

## 학력
- 용인고등학교(졸업)
- 중앙대학교 영화학과(학사)

## 작품

### 영화
- 2004년 영화 《남성의 증명》 ... 각본, 감독
- 2005년 영화 《용서받지 못한 자》 ... 각본, 감독, 조연...허지훈 역, 제작, 미술, 공동투자
- 2008년 영화 《여기보다 어딘가에》 ... PC방 알바 역(특별출연)
- 2008년 영화 《비스티 보이즈》 ... 각본, 감독
- 2012년 영화 《범죄와의 전쟁: 나쁜놈들 전성시대》 ... 각본, 감독, 사진기자 역(카메오)
- 2013년 영화 《베를린》 ... 국정원 현장분석관 역(특별출연)
- 2014년 영화 《군도: 민란의 시대》 ... 원안, 감독
- 2018년 영화 《공작》 ... 각본, 감독
- 2022년 영화 《리멤버》 ... 공동각본, 공동제작

### 드라마
- 2022년 Netflix 오리지널 드라마 《수리남》 ... 각본, 연출
- 2025년 Disney+ 오리지널 드라마 《나인 퍼즐》 ... 각본, 연출

## 경력
- 2012년 제11회 미쟝센 단편 영화제 비정성시부문 심사위원

## 수상
- 2004년 미쟝센 단편 영화제 희극지왕부문 최우수작품상 《남성의 증명》
- 2005년 제10회 부산국제영화제 국제영화평론가협회상, PSB 관객상 《용서받지 못한 자》
- 2005년 제10회 부산국제영화제 뉴커런츠 특별언급, 아시아영화진흥기구상 《용서받지 못한 자》
- 2007년 제28회 더반국제영화제 신인감독상 《용서받지 못한 자》
- 2012년 제32회 한국영화평론가협회상 각본상 《범죄와의 전쟁: 나쁜 놈들 전성시대》
- 2012년 제33회 청룡영화상 각본상 《범죄와의 전쟁: 나쁜 놈들 전성시대》
- 2012년 제13회 부산영화평론가협회상 대상 《범죄와의 전쟁: 나쁜 놈들 전성시대》
- 2014년 제14회 대한민국청소년영화제 감독상 《군도: 민란의 시대》
- 2018년 제27회 부일영화상 최우수작품상 《공작》
- 2018년 제2회 더 서울어워즈 영화부문 대상 《공작》
- 2018년 제38회 한국영화평론가협회상 감독상 《공작》
- 2018년 제38회 한국영화평론가협회상 영평 11선 《공작》
- 2018년 제39회 청룡영화상 감독상 《공작》
- 2018년 제18회 디렉터스 컷 시상식 올해의 특별언급 《공작》
- 2019년 제10회 올해의 영화상 작품상 《공작》
- 2019년 제55회 백상예술대상 영화부문 작품상 《공작》

## 발언
영화 《공작》을 연출한 윤종빈은 2018년 7월 31일에 열린 기자간담회에서 "국가보안법은 그야말로 귀에 걸면 귀걸이, 코에 걸면 코걸이인 법"이라며 "문재인 대통령이 분단선을 넘은 것도 국가보안법 위반이다"라고 하면서 "공작 첩보 활동은 국제법상 범죄행위”라며 “모든 국가들이 공식적으로는 부인하지만 암암리에 하는 게 바로 첩보 활동이다. 영화를 통해 그걸 법의 잣대로 판단할 수 있느냐라는 질문을 하고 싶었다"라는 발언을 했다.